# 快進社
快進社（かいしんしゃ）は、日本初の国産自動車メーカー。いすゞ自動車および日産自動車それぞれの前身のひとつとなった企業である。日本初の国産乗用車を手がけた。
本稿では、自動車工業（いすゞ）および自動車製造（日産）へ至るまでの、「ダット自動車商会」「実用自動車製造」「ダット自動車製造」についても記述する。

## 快進社
- 1911年（明治44年）7月1日 - 当時36歳の技術者橋本増治郎により「快進社自働車工場（英語名Kwaishinsha Moter Car Works/Kaishinsha Motor Car Works）」として創立。橋本の支援者の一人であった 竹内明太郎 の実弟、当時外交官（イタリア大使館（イタリア語版）三等書記官）であった後の総理大臣 吉田茂 の所有する東京府豊多摩郡渋谷町麻布広尾88番地(現・東京都渋谷区広尾5丁目)の地に創業した。
- 1914年（大正3年） - 上野で開催された東京大正博覧会に、V型2気筒10馬力エンジンで3人乗、最高速度は32 km/hの「脱兎号(DAT CAR)」を出品し、銅牌を受賞。エンジンを含めた日本の純国産自動車の1号車である。

「DAT」とは、
橋本の協力者、田健治郎 (後の第8代台湾総督で田英夫参議院議員の祖父)
通信技術者で同郷の友人、安中電機製作所(現・アンリツ)社長となった青山禄郎
コマツの創業者で日本の工業界に多大な貢献を果たした竹内明太郎
の、三人のイニシャルを並べたものである(のちにDurable（頑丈）、Attractive（魅力的）、Trustworthy（信頼性)であると改められた)。
- 1918年（大正7年） - 橋本は東京府北豊島郡長崎村3923番地(現・東京都豊島区長崎5丁目)に資本金60万円の「株式会社快進社」を設立[2]。直列4気筒15馬力エンジンで5人乗、セルフスタータ付のダット41型を生産した。
- 1923年（大正12年） - 第一次世界大戦後の世界恐慌と関東大震災不況により資本金を6万円に減資。
- 1924年（大正13年） - ダット41型3/4トントラックが軍用保護自動車検定に合格する。
- 1925年（大正14年） - 「株式会社快進社」を解散し、「合資会社ダット自動車商会」に改組。

## 実用自動車製造
- 1918年（大正7年）8月 - ウィリアム・ゴーハムが来日。櫛引弓人へ「クシ・カー」（ゴルハム式三輪自動車）を寄贈する。
- 1919年（大正8年）12月 - 久保田鉄工所（現・クボタ）の久保田権四郎らの出資により、大阪府大阪市西区南恩加島町（現・大正区南恩加島）に「実用自動車製造株式会社」を設立。技師長にウィリアム・Ｒ・ゴーハムが就任し、久保田鉄工所出身の後藤敬義が助手を務める。
- 1923年（大正12年） - 丸ハンドルの四輪車「リラー号」の生産開始。

## ダット自動車製造
- 1926年（大正15年） - 「合資会社ダット自動車商会」と「実用自動車製造株式会社」が合併し、「ダット自動車製造株式会社」（本社：大阪市）が誕生[2]。社長に久保田権四郎、専務に久保田篤次郎と橋本増治郎が就任。
- 1930年（昭和5年） - 後藤敬義技師らにより「DATSON(のちのDATSUN)」が誕生した。
- 1931年（昭和6年） - 戸畑鋳物株式会社（本社：福岡県、社長：鮎川義介）の傘下に入る[3]。

## 自動車工業および自動車製造
- 1933年（昭和8年） - 株式会社東京石川島造船所（現在のIHI）傘下の「石川島自動車製造所」と「ダット自動車製造株式会社」が合併し、「自動車工業株式会社」（現在のいすゞ自動車株式会社）となる[3]。一方、小型車部門と商標「ダットサン」は同年戸畑鋳物および「日本産業株式会社」の共同出資で設立された「自動車製造株式会社」（1934年（昭和9年）に「日産自動車株式会社」と改称）に継承された。
- 2011年6月 - 7月、快進社創業100周年を記念して、国立科学博物館において、ミニ企画展「快進社創業100周年記念展」が開催された[4]。